# گلاسنری‌واران
گلاسنری‌واران (نام علمی: Glaessneropsoidea) نام یک بالاخانواده از فروراسته خرچنگ است.